# Цыпляк, Владимир Николаевич
Владимир Николаевич Цыпляк (30 сентября 1930, Днепропетровский округ, Украинская ССР — 19 октября 1978, Димитров, Донецкая область) — горнорабочий очистного забоя шахты № 1 «Центральная» комбината «Красноармейскуголь» Министерства угольной промышленности Украинской ССР, Донецкая область. Герой Социалистического Труда (1971).

## Биография
Трудился горнорабочим, бригадиром на шахте № 1 «Центральная» комбината «Красноармейскуголь» в Димитрове (сегодня — Мирноград).
Бригада под его руководством досрочно выполнила коллективное социалистическое обязательство и плановые задания Восьмой пятилетки (1966—1970). Указом Президиума Верховного Совета СССР от 30 марта 1971 года удостоен звания Героя Социалистического Труда за «выдающиеся успехи в выполнении пятилетнего плана по развитию угольной и сланцевой промышленности и достижение высоких экономико-технических показателей».
Проживал в Димитрове. Скоропостижно скончался в октябре 1978 года.

## Награды
- Герой Социалистического Труда
- Орден Ленина
- Орден Трудового Красного Знамени (19.02.1974)